# Konaanjärvensaari
Konaanjärvensaari är en ö i Finland. Den ligger i sjön Konaanjärvi och i kommunen Tavastehus i den ekonomiska regionen  Tavastehus ekonomiska region  och landskapet Egentliga Tavastland, i den södra delen av landet, 120 km norr om huvudstaden Helsingfors. Öns area är 3,4 hektar och dess största längd är 330 meter i nord-sydlig riktning.